# Lovaglás az 1984. évi nyári olimpiai játékokon
Az 1984. évi nyári olimpiai játékokon a lovaglásban hat versenyszámot rendeztek.

## Éremtáblázat
(A rendező ország csapata és a magyar érmesek eltérő háttérszínnel, az egyes számoszlopok legmagasabb értéke, vagy értékei vastagítással kiemelve.)
| Az 1984. évi nyári olimpiai játékok éremtáblázata lovaglásban | Az 1984. évi nyári olimpiai játékok éremtáblázata lovaglásban | Az 1984. évi nyári olimpiai játékok éremtáblázata lovaglásban | Az 1984. évi nyári olimpiai játékok éremtáblázata lovaglásban | Az 1984. évi nyári olimpiai játékok éremtáblázata lovaglásban | Olimpia  |
| ------------------------------------------------------------- | ------------------------------------------------------------- | ------------------------------------------------------------- | ------------------------------------------------------------- | ------------------------------------------------------------- | -------- |
|                                                               | Ország                                                        | Arany                                                         | Ezüst                                                         | Bronz                                                         | Összesen |
| 1.                                                            | Egyesült Államok (USA)                                        | 3                                                             | 2                                                             | 0                                                             | 5        |
| 2.                                                            | NSZK (FRG)                                                    | 2                                                             | 0                                                             | 2                                                             | 4        |
| 3.                                                            | Új-Zéland (NZL)                                               | 1                                                             | 0                                                             | 0                                                             | 1        |
|                                                               |                                                               |                                                               |                                                               |                                                               |          |
| 4.                                                            | Nagy-Britannia (GBR)                                          | 0                                                             | 2                                                             | 1                                                             | 3        |
| 5.                                                            | Svájc (SUI)                                                   | 0                                                             | 1                                                             | 2                                                             | 3        |
| 6.                                                            | Dánia (DEN)                                                   | 0                                                             | 1                                                             | 0                                                             | 1        |
|                                                               |                                                               |                                                               |                                                               |                                                               |          |
| 7.                                                            | Svédország (SWE)                                              | 0                                                             | 0                                                             | 1                                                             | 1        |
|                                                               |                                                               |                                                               |                                                               |                                                               |          |
| Összesen                                                      | Összesen                                                      | 6                                                             | 6                                                             | 6                                                             | 18       |

## Érmesek
| Az 1984. évi nyári olimpiai játékok érmesei lovaglásban | | | |
| Versenyszám                                             | Arany | Ezüst | Bronz |
| Díjlovaglás egyéni                                      | Reiner Klimke Ahlerich · NSZK (FRG)                                                                                                  | Anne Jensen-Tornblad Marzog · Dánia (DEN)                                                                                                  | Otto Hofer Limandus · Svájc (SUI)                                                                                          |
| Díjlovaglás csapat                                      | NSZK (FRG) · Reiner Klimke Ahlerich · Uwe Sauer Montevideo · Hubert Krug Muscadeur                                                   | Svájc (SUI) · Otto Hofer Limandus · Christine Stueckelberger Tansanit · Amy De Bary Aintree                                                | Svédország (SWE) · Ulla Hakansson Flamingo · Louise Nathorst Inferno · Ingamay Bylund Aleks                                |
| Díjugratás egyéni                                       | Joseph Fargis Touch of Class · Egyesült Államok (USA)                                                                                | Conrad Homfeld Abdullah · Egyesült Államok (USA)                                                                                           | Adalheid Robbiani Jessica V · Svájc (SUI)                                                                                  |
| Díjugratás csapat                                       | Egyesült Államok (USA) · Joseph Fargis Touch of Class · Conrad Homfeld Abdullah · Leslie Howard Albany · Melanie Smith Calypso       | Nagy-Britannia (GBR) · Michael Whitaker Overton Amanda · John Whitaker Ryans Son · Steven Smith Shining Example · Timothy Grubb Linky      | NSZK (FRG) · Paul Schockemöhle Deister · Peter Luther Livius · Franke Sloothaak Farmer · Fritz Ligges Ramzes               |
| Lovastusa egyéni                                        | Mark Todd Charisma · Új-Zéland (NZL)                                                                                                 | Karen Stives Ben Arthur · Egyesült Államok (USA)                                                                                           | Virginia Leng Princeless · Nagy-Britannia (GBR)                                                                            |
| Lovastusa csapat                                        | Egyesült Államok (USA) · Michael Plumb Blue Stone · Karen Stives Ben Arthur · Torrance Fleischmann Finvarra · Bruce Davidson JJ Babu | Nagy-Britannia (GBR) · Virginia Leng Priceless · Ian Stark Oxford Blue · Diana Clapham Windjammer · Lucinda Prior-Palmer-Green Regal Realm | NSZK (FRG) · Bettina Overesch Peacetime · Burkhard Tesdorpf Freedom · Claus Erhorn and Fair Lady · Dietmar Hogrefe Foliant |